# Turmhügelburg Tauperlitz
Die Turmhügelburg Tauperlitz war eine siedlungsgeschichtlich frühe Motte im oberfränkischen Tauperlitz, heute eingemeindet nach Döhlau im Landkreis Hof in Bayern.

## Geschichte

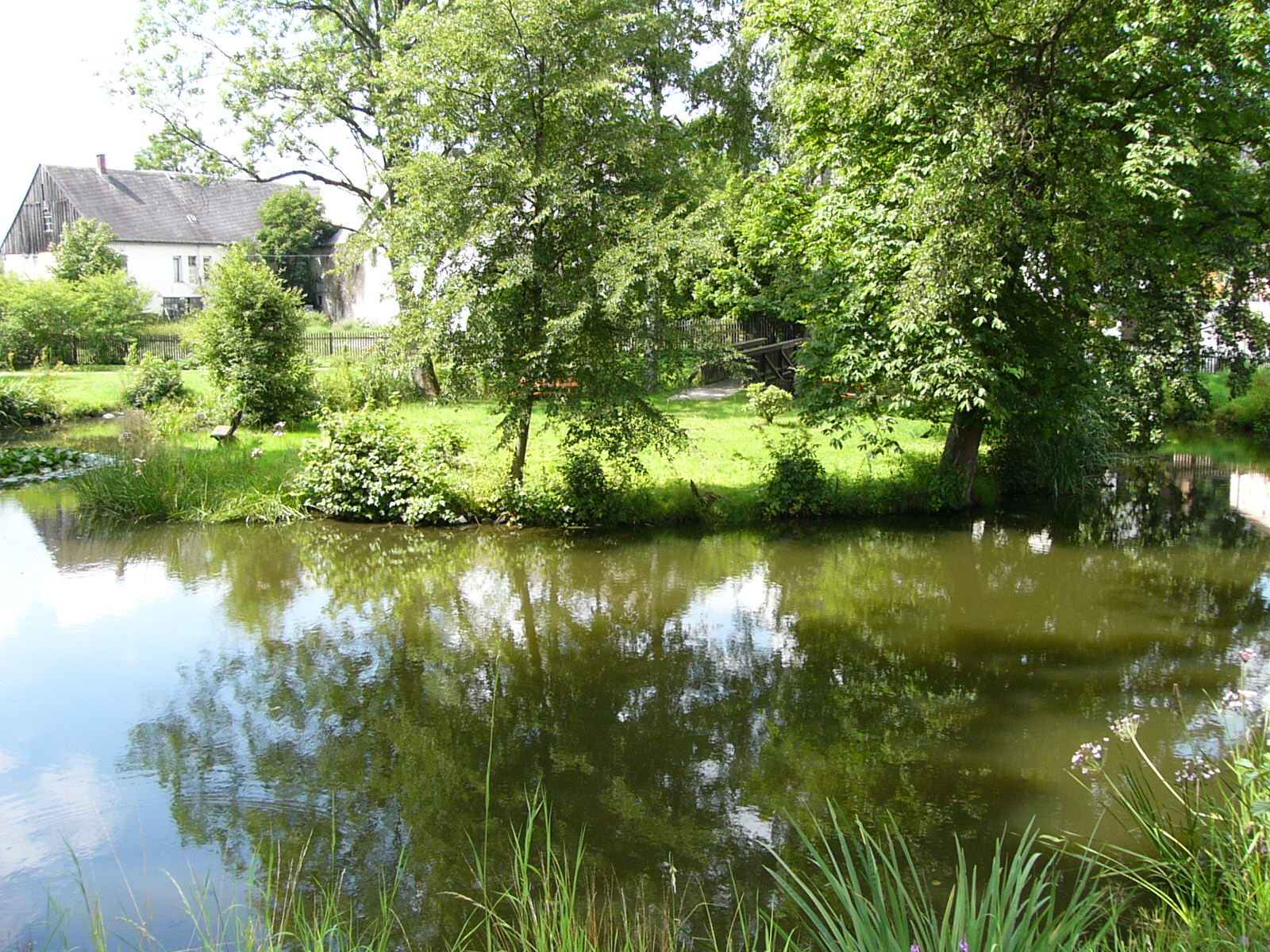
Insel mit Wassergraben

Aufgrund eines Münzfundes wird die Anlage auf die Zeit um 1200 datiert. Während die Turmhügelburg wehrhafte Funktionen erfüllte, befanden sich auf dem angrenzenden Gelände Wohngebäude. Die Turmhügelburgen der Umgebung dienten der Sicherung von Altstraßen und damit wichtigen Handelswegen. Aufgrund der Systematik der Straßensicherung geht man bei den Bauten von einem kaiserlichen Auftrag an den lokalen Adel aus. Als Besitzer ist 1340 Johann von Uttenhofen als meißnischer Marschall nachweisbar. Den Uttenhofen folgten neben anderen Ortsadeligen vor allem die Rabensteiner zu Döhlau und die von Waldenfels nach.

## Heutiger Zustand
Von der Wallanlage besteht in der Ortsmitte in einer Parkanlage noch eine von einem Wassergraben umgebene Insel. Dort mündet die Quellitz in die Südliche Regnitz. Auf der Insel sind keine Bebauungsspuren erhalten geblieben. Der Graben ist zwischen drei und zehn Meter breit. 2011 wurde eine Infotafel errichtet. Ein Gedenkstein erinnert an die Künstlerin Thea von Harbou.